# Platin
I Platin sono un duo musicale sloveno formato nel 2000 da Diana e Simon Gomilšek, marito e moglie.
Hanno rappresentato la Slovenia all'Eurovision Song Contest 2004 con il brano Stay Forever.

## Carriera
I Platin hanno partecipato per la prima volta ad EMA, la selezione del rappresentante sloveno per l'Eurovision, nel 2003, presentando il brano Sto in ena zgodba e classificandosi all'ultimo posto congiunto. L'anno successivo si sono ripresentati cantando Stay Forever. Pur essendo arrivati secondi sia nel televoto che nel voto della giuria, hanno ottenuto abbastanza punti da essere incoronati vincitori della competizione. Nella semifinale dell'Eurovision Song Contest 2004, che si è tenuta il successivo 12 maggio a Istanbul, si sono piazzati al 21º posto su 22 partecipanti con 5 punti totalizzati, non riuscendo a qualificarsi per la finale.

## Discografia

### Album
- 2002 - 5 minut
- 2003 - Ich lieb' dich viel zu sehr
- 2004 - Stay Forever
- 2005 - Vse ostalo

### Singoli
- 2004 - Stay Forever
- 2004 - So weit der Wind mich traegt